# علی وکیلی
علی وکیلی (تولد ۱۲۶۷ - مرگ ۱۳۴۶ شمسی) بازرگان، سناتور، نماینده مجلس شورای ملی و رئیس اتاق بازرگانی تهران بود.

## زندگی
علی طباطبایی وکیلی در سال ۱۲۶۷ شمسی در تبریز متولد شد.  پدرش صالح وکیلی بود. تحصیلات ابتدایی را در تبریز و دوره متوسطه را در مدرسه آلیانس تهران تحصیل کرد و پس از آن عازم استانبول شد. به ایران بازگشت و در اداره مالیه تبریز مشغول به کار شد، اما پس از مدتی به سوئیس رفت و تحصیلاتش را در زمینه اقتصاد در آنجا ادامه داد.  پس از بازگشت به ایران به استخدام اداره کل انحصار یزد درآمد. سپس به تهران آمد و به تجارت کفش مشغول شد و نمایندگی کفش ساکسون را به دست آورد. او نخستین کسی بود که برای بازاریابی کفش‌های خود در ایران آگهی بازرگانی منتشر کرد و به‌تدریج یکی از تجار معروف و عمده تهران شد. در سال ۱۳۰۰ خورشیدی نمایندگی اتومبیل‌های فورد در ایران را گرفت و در ماجرای به قدرت رسیدن رضاشاه، حامی وی بود. 

## نمایندگی مجلس
وکیلی در دوره نهم مجلس شورای ملی (سال ۱۳۱۱) به نمایندگی تهران برگزیده شد و این کرسی را تا دوره دوازدهم حفظ کرد. سال‌های نمایندگی او با دوران وزارت مالیه علی‌اکبر داور همزمان بود. داور مبادرت به تشکیل شرکت‌های دولتی کرد و از وجود وکیلی در این شرکت‌ها بهره گرفت و در غالب این شرکت‌ها او را عضو هیئت‌مدیره می‌کرد.  وکیلی «شرکت مرکزی» را تأسیس کرد که شرکتی دولتی برای تجارت با شوروی بود.  «شرکت مرکزی» تشکیلاتی بود که توسط علی‌اکبر داور سازماندهی شده بود و تمامی خریدهای کلان دولتی در زمینه ارزاق و مایحتاج عمومی از قبیل پارچه، قند، شکر، چای، ابزارآلات و... در سطح وسیع را خریداری می‌کرد. داور سرپرستی این شرکت را به علی وکیلی سپرد و او از نیمه دوم ۱۳۱۴ عهده‌دار این سمت شد.
این شرکت‌های دولتی پس از خودکشی داور و در زمان وزارت سرتیپ امیرخسروی همگی منحل شدند.
وکیلی نیز یکی از مغضوبان رضاشاه شد و در ۲۱ اسفند ۱۳۱۸ محمد سروری کفیل (سرپرست) وزارت دادگستری لایحه سلب مصونیت وکیلی را به تصویب مجلس شورای ملی رساند و او زندانی و محاکمه شد.  پس از کناره‌گیری رضاشاه از سلطنت، دادگاه حکم برائت وکیلی را صادر کرد و او به مجلس بازگشت. 
در دهه بیست خورشیدی، وکیلی بار دیگر در دوره پانزدهم به نمایندگی تهران به مجلس شورای ملی رفت. پس از گشایش مجلس سنا در سال ۱۳۲۸ به سناتوری رسید و چهار دوره نماینده مجلس سنا بود. وکیلی همچنین یک دوره به عضویت انجمن شهر تهران درآمد.

## ریاست اتاق بازرگانی تهران
علی وکیلی، در انتخابات دوره ششم اتاق تهران در ۲۰ بهمن‌ماه ۱۳۳۶ به ریاست اتاق انتخاب شد.
او سه دوره رئیس اتاق بازرگانی تهران بوده است (از سال ۱۳۳۶-۱۳۴۲). 
اتاق بازرگانی در دوران ریاست وکیلی و در سال‌های آشفته از رکود اقتصادی و نزاع سیاسی در سال‌های ۱۳۳۹ تا ۱۳۴۲، به عنوان گروه متنفذ، برخی امتیازات ویژه خود را حفظ کرده بود و با موفقیت عمل می‌کرد. با وجود این هنگامی که در بهمن ۱۳۴۱ انقلاب سفید شاه به راه افتاد و قدرت، قبضه دستان شاه شد، همه سازمان‌های مستقل و غیردولتی کشور تحت سلطه او قرار گرفتند و محمد خسروشاهی تحت حمایت دولت، به ریاست اتاق تهران برگزیده شد.

علینقی عالیخانی، وزیر اقتصاد، در مصاحبه‌اش با پروژه تاریخ شفاهی ایران از دلیل کناره‌گیری وکیلی از ریاست اتاق بازرگانی تهران می‌گوید: «پنج شش ماه پس از این‌که به وزارت اقتصاد آمدم با مشورت با نخست‌وزیر و کسب اجازه از محمدرضاشاه ترتیبی دادم که به علی وکیلی، رئیس اتاق بازرگانی تهران توصیه بشود که از کار خودش کنار برود و دلیل آن را هم این آوردیم که شاه مایل هستند که ایشان خودشان را خیلی خسته نکنند. به خاطر این‌که مریض بود و واقعاً هم حال خوشی نداشت آن‌چنان که در حدود یک سال پس از این جریان هم فوت کرد.
ولی از نظر من این‌ها بهانه بود. دلیل اصلی من این بود که تا مقداری اتاق بازرگانی تهران را جوان بکنیم. نباید این نکته را ناگفته بگذارم که متأسفانه ترتیب انتخاب اتاق بازرگانی تهران به صورت کاملاً آزادی انجام نمی‌پذیرفت و اگر هم می‌خواستند برای هر کسی که کارت بازرگانی دارد و حق رأی دارد این امکان را بدهند که نماینده انتخاب بکنند شاید هیچ‌کدام از این کسانی که در اتاق بازرگانی بودند به نمایندگی انتخاب نمی‌شدند. چرا که بیشتر این‌ها کسبه خرده‌پا و یا تیپ‌های بازاری بودند و بنابراین نوع کسانی که مورد نظر آن‌ها بود با کسانی که صنایع تازه و نو را ایجاد کرده بودند تفاوت داشتند.» 

## افتتاح گراند سینما
ابتدای ورود سینما به ایران با عکس‌العمل‌های متفاوتی مواجه شد و تلاش‌های میرزا ابراهیم صحاف‌باشی و مهدی ایوانف معروف به روسی‌خان به نتیجه‌ای منجر نشد تا اینکه با افتادن قدرت در دستان رضاخان، سینما نیز رواج نسبی یافت. در چند خیابان تهران، سالن‌های متعددی برای نمایش فیلم شروع به کار کردند. گراند سینما نخستین آن‌ها بود که در ۱۳۰۳ ش، علی وکیلی، از آشنایان علی‌اکبر داور، آن را افتتاح کرد. این تنها و نخستین سالنی بود که محل جداگانه‌ای را برای بانوان تعبیه کرد و امکان استفاده از تولیدات سینمایی را برای زنان تهران فراهم ساخت. 

## مؤسسه اعتباری دانشگاه
اتاق بازرگانی تهران در دوره ریاست علی وکیلی ، در سال ۱۳۳۸ تصمیم به ایجاد موسسه‌ای به نام مؤسسهٔ اعتباری دانشگاه (ماد)  گرفت که با اخذ کمک و اعانه از بازرگانان و مؤسسات اقتصادی بتواند شرایطی را برای ادامه تحصیل افراد کم‌بضاعت جامعه در سطوح عالی برقرار کند. مبتکر راه‌اندازی این مؤسسه، علی وکیلی، رئیس اتاق تهران بود. در اوایل سال ۱۳۴۰ اعلام شد که بیش از ۲۵۵۹ نفر با اهدای وجوهی به عضویت مؤسسه اعتباری دانشگاه درآمده‌اند و همچنین، مؤسسه بیش از ۹۵۳۶ نفر از دانشجویان را با پرداخت وام بدون بهره تحت پوشش خود قرار داده است که این ارقام نشان از پیشرفت قابل توجه اقدامات مؤسسه اعتباری دانشگاه بود. 

## مرگ
علی وکیلی در تاریخ ۱۹ فروردین ۱۳۴۶ درگذشت. در جلسه‌ای که در تاریخ ۲۱ فروردین ۱۳۴۶ در مجلس سنا تشکیل شد،  سید محمد سجادی، نایب‌رئیس مجلس سخنانی ایراد کرد و گفت: «علی وکیلی گذشته از ابتکارات سودمند اقتصادی و راهنمایی‌های مفید بازرگانی از قبیل تأسیس شرکت‌ها و غیره و دریافت نشان‌های لیاقت و افتخار از رضاشاه کبیر و  شاهنشاه آریامهر و نشان لژیون دونور از دولت فرانسه در تمام دوران زندگی خود در امور خیریه عام‌المنفعه مخصوصاً هدایت جوانان ساعی و پیش قدم بودند.» 